# Saint-Aubin-sur-Mer (Senna Marittima)
Saint-Aubin-sur-Mer è un comune francese di 272 abitanti situato nel dipartimento della Senna Marittima nella regione della Normandia.

## Società

### Evoluzione demografica
Abitanti censiti